# حداد وطني

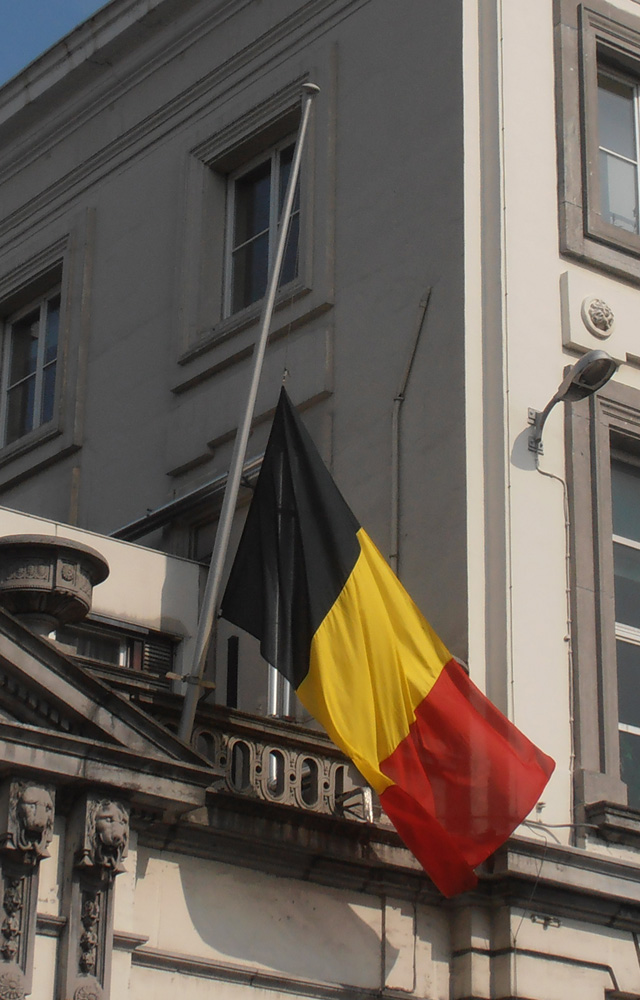
العلم البلجيكي منكس أثناء فقرة حداد وطني

الحداد الوطني هو فترة زمنية تميزت بأنشطة حداد وتذكر لوفاة شخصية مهمة في بلد ما. ويعلنها قادة الدولة وحكمها لتعم جميع أرجاء البلاد لعدة أيام. وتشمل مثل هذه الفترة مناسبة وفاة أو جنازة أو ذكرى سنوية.